# Louis Malvy
Louis-Jean Malvy (n. 1 decembrie 1875 – d. 10 iunie 1949) a fost un politician radical francez, care a îndeplinit funcția de ministru de interne al Franței (1914-1917, 1926), precum și alte funcții guvernamentale de rang înalt.

## Biografie
Louis-Jean Malvy s-a născut la 1 decembrie 1875 în Figeac. El a fost membru al Partidului Radical și a fost ales membru al Camerei Deputaților, în calitate de reprezentant al departamentului Lot, din 1906 până în 1919 și din 1924 până în 1942. El a fost subsecretar de stat pentru Justiție în perioada 2-23 iunie 1911 și subsecretar de stat pentru Interne și Religie din 27 iunie 1911 până în 14 ianuarie 1912. A îndeplinit apoi funcțiile de ministru al Comerțului, Industriei, Poștei și Telegrafului (9 decembrie 1913 - 16 martie 1914), ministru de Interne (17 martie 1914 - 31 august 1917 și 9 martie -15 iunie 1926). El a fost acuzat de trădare, alături de Joseph Caillaux, în 1918 și a fost exilat timp de cinci ani. A murit la 10 iunie 1949 în urma unui atac de cord.